# کلیسای بانوی ما (مونیخ)
کلیسای جامع بانوی عزیز ما (آلمانی: Dom zu Unserer Lieben Frau) که توسط مردم محلی با نام کلیسای بانوان (آلمانی: Frauenkirche) نامیده می‌شود، یک کلیسا با نمای آجری در مونیخ پایتخت ایالت بایرن در آلمان است.
این کلیسا دارای دو برج است که ارتفاعشان کمی بیشتر از ۹۸ متر است. به دلیل محدودیت‌های ارتفاعی در مرکز شهر که ساخت و ساز بناهای بلندتر از ۹۹ متر را ممنوع کرده است، کلیسا به راحتی در شهر قابل مشاهده است. امکان بالا رفتن از پله‌های برج جنوبی برای بازدیدکنندگان وجود دارد که نمایی از شهر مونیخ و کوه‌های آلپ را می‌توان مشاهده کرد.
سابقه ساخت این کلیسا به سده ۱۵ میلادی برمیگردد. در زمان جنگ جهانی دوم و بمباران شهر توسط نیروهای متحدین سقف کلیسا فرو ریخت و یکی از برجها دچار آسیب جدی شد و بسیاری از آثار داخل کلیسا غارت شدند. کار بازسازی کلیسا در سال ۱۹۹۴ میلادی پایان یافت.